# Blocco cardanico

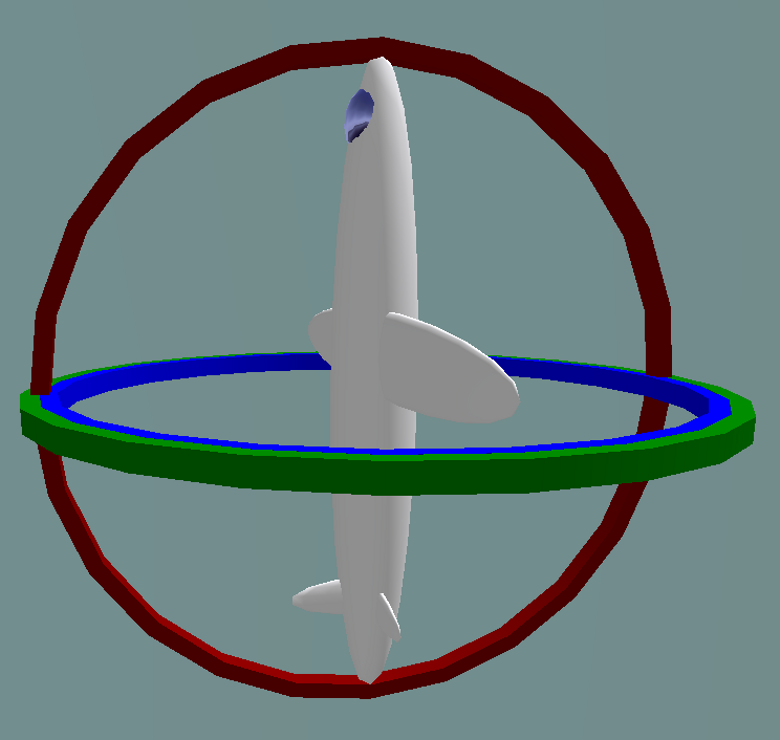
Blocco cardanico

Il blocco cardanico, in inglese gimbal lock, è un fenomeno problematico dei giroscopi causato dall'allineamento di due assi rotanti verso la stessa direzione. Il blocco causa la perdita di un grado di libertà corrispondente all'asse bloccato. Si noti però che la parola blocco può causare confusione: nessuna sospensione cardanica è effettivamente bloccata, tuttavia il giroscopio perde la possibilità di ruotare secondo un grado di libertà.
Questo fenomeno è tipico delle unità di misura inerziale, in particolare nelle missioni spaziali e aerei ad alte prestazioni. In queste applicazioni, una quarta sospensione cardanica viene aggiunta per evitare il blocco.

Il blocco cardanico mostrato da un aeroplano: quando i giroscopi relativi al beccheggio (verde) e all'imbardata (magenta) si allineano, cambiamenti nel rollio (blu) o nell'imbardata causano la stessa rotazione dell'aeroplano. L'asse di rollio e di imbardata è indistinguibile

## Descrizione matematica
Dalle formulazioni dei giroscopi è possibile ricavare le equazioni matriciali delle relazioni cinematiche ausiliarie. Facendo uso degli angoli di Eulero presentano la seguente forma:
{\displaystyle \left[{\begin{matrix}{\dot {x}}\\{\dot {y}}\\{\dot {z}}\end{matrix}}\right]=\left[{\begin{matrix}1&{\frac {\sin(\phi )\sin(\theta )}{\cos(\theta )}}&{\frac {\cos(\phi )\sin(\theta )}{\cos(\theta )}}\\0&\cos(\phi )&-\sin(\phi )\\0&{\frac {\sin(\phi )}{\cos(\theta )}}&{\frac {\cos(\phi )}{\cos(\theta )}}\end{matrix}}\right]\left[{\begin{matrix}{\dot {p}}\\{\dot {q}}\\{\dot {r}}\end{matrix}}\right]}
La matrice presenta delle ovvie singolarità quando i denominatori sono nulli, ovvero quando {\displaystyle \theta =\pm {\frac {\pi }{2}}}.
Nei software di controllo e di simulazione il problema è ovviato non facendo uso degli angoli di Eulero. Soluzioni alternative sono basate sui quaternioni e sui coseni direttori.

## Problematiche in applicazioni reali

### Missioni spaziali
Pur essendo un problema ben conosciuto, in alcune missioni spaziali Apollo, il blocco cardanico ha rischiato di compromettere l'integrità della missione. La mancanza di una quarta sospensione viene così spiegata nel manuale della NASA come un'implementazione tecnicamente troppo difficile:
(David Hoag, Apollo Lunar Surface Journal)
Nelle navicelle Apollo il problema venne invece risolto in due modi differenti:
- il modulo di comando presentava degli appositi motori che durante un evento di blocco cardanico invertivano di 180° un asse del giroscopio;
- il modulo lunare aveva una protezione a +85°, raggiunta la quale il giroscopio veniva bloccato fino al ritorno di un assetto valido. Questa soluzione ovviamente impediva agli astronauti di ricevere informazioni riguardo all'assetto, durante il blocco cardanico.

Durante lo storico atterraggio dell'Apollo 11 si è stati molto vicini al blocco cardanico. Dopo aver corretto l'assetto, il pilota del modulo di comando Michael Collins affermò scherzosamente:
(Michael Collins)